# Уппсальский университет
Уппсальский (Упсальский) университет (Университет Упсалы) (швед. Uppsala universitet) — старейший университет Швеции и всей Скандинавии, основан в 1477 году, находится в шведском городе Уппсала. В рейтинге ARWU-2014 занимает 61 позицию, а в THE 2015/16 - 81.
Университетская библиотека Carolina Rediviva хранит, среди прочего, Codex argenteus Вульфилы.
Нумизматическая коллекция Кабинета монет университета Уппсалы вмещает более 40 000 монет и медалей. Также имеются собрание картин, ценные коллекции минералов, большой ботанический сад с музеем и со статуей Линнея и пр.
Здание Университета, возведённое в 1879—1887 годах, построено в стиле Ренессанс, с мраморными колоннами, роскошными залами и аудиториями.
С университетом связаны имена таких учёных, как Карл Линней, Андерс Цельсий, Юхан Валлериус, Андрес Ангстрем, Адам Афцелиус, Пер Афцелиус, Сванте Аррениус.

## История

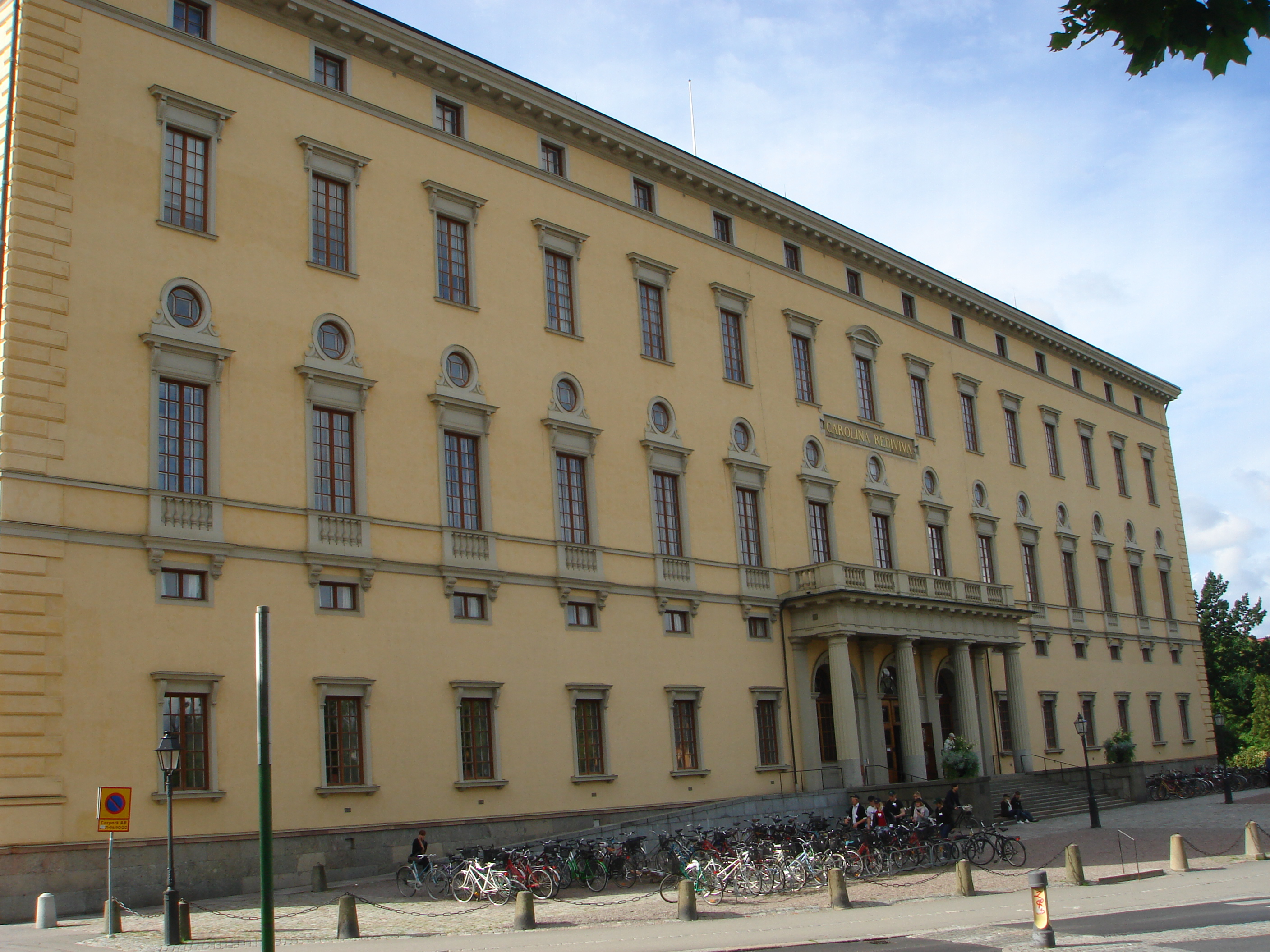
Библиотека

Основан в 1477 году по инициативе архиепископа Якова Ульфсона.
Король Густав-Адольф пожертвовал университету все свои фамильные богатства.
Преподавателей в 1894 году было 122, студентов 1570: на философском факультете — 498, на юридическом — 479, на богословском  — 362, на медицинском — 231.
В 1956 году философский факультет был разделен на факультет искусств и факультет науки и технологии.
В 1964 году от факультета искусств был отделён факультет общественных наук.
В 1968 году переехавший в Уппсалу из Стокгольма Институт фармации вошёл в состав университета как факультет.
В 1967 году было открыто отделение университета в Эребру, ныне самостоятельный университет.
Библиотека университета обладает редкими рукописями, среди которых выделяются записки Густава Бадина, чернокожего мальчика-раба, ставшего видным придворным и государственным чиновником при дворе трёх шведских королей в конце XVIII — начале XIX века.

## Руководство
Руководство университетом осуществляют ректор (Rektor) и консистория (Konsistoriet). До 1948 года существовала также должность проканцлера университета (Prokansler) (канцлер с 1859 года был общим для всех университететов страны, с 2017 года его должность называется Генеральный директор Канцлерского управления), которым являлся Архиепископ Упсалы. 

## Факультеты
Имеет 9 факультетов:
- теологический (Teologiska fakulteten);
- юридический (Juridiska fakulteten);
- историческо-философский (Historisk-filosofiska fakulteten);
- филологический (Språkvetenskapliga fakulteten);
- социологии (Samhällsvetenskapliga fakulteten);
- педагогический (Utbildningsvetenskapliga fakulteten);
- медицинский (Medicinska fakulteten);
- фармакологический (Farmaceutiska fakulteten);
- технологическо-естественнонаучный (Teknisk-naturvetenskapliga fakulteten).

## Студенческие корпорации
- «Стокгольмская нация» (Stockholms nation) (лен Стокгольм)
- «Упландская нация» (Uplands nation) (лен Упланд)
- «Гестрике-Хельсингская нация» (Gästrike-Hälsinge nation) (лен Гевлеборг)
- «Эстгётская нация» (Östgöta nation) (лен Остергота)
- «Вестгётская нация» (Västgöta nation)
- «Сёдерманланд-Нерикская нация» (Södermanlands-Nerikes nation) (лены Зёдерманланд и Оребро)
- «Вестманланд-Дальская нация» (Västmanlands-Dala nation) (лены Вестманланд и Оребро)
- «Смоландская нация» (Smålands nation) (лен Смоланд и Кроноберг)
- «Гётеборгская нация» (Göteborgs nation)
- «Кальмарская нация» (Kalmar nation) (лен Кальмар)
- «Вермландская нация» (Värmlands nation) (лен Вермланд)
- «Нурландская нация» (Norrlands nation) (лены Йемтланд, Вестернорланд, Вестерботтен, Норблеттен)
- «Готландская нация» (Gotlands nation) (лен Готланд)

Руководство каждой из наций осуществляют общее собрание нации, правление, коллегия старшин (Seniorskollegiet), пополнявшаяся кооптацией, кураторы, избиравшиеся общим собранием, инспектор (Inspektor) и проинспектор (Proinspektor), назначавшиеся общим собранием по предложению коллегии старшин. Также в каждой нации существовала должность маршала представлявшего нацию на церемониях.
Объединяющей организацией студенческих корпораций является Упсальский конвент кураторов (Kuratorskonventet i Uppsala). Рабочий комитет конвента состоит из куратора кураторум (Curator Curatorum), вице-куратора кураторум (Vice Curator Curatorum) и кустоша кассы (Custos Pecuniae). При нём действовали подконвенты:
- конвент архивариусов студенческих корпораций (Arkivariekonventet);
- конвент библиотекарей студенческих корпораций (Bibliotekariekonventet);
- конвент знаменоносцев студенческих корпораций (Fanbärarkonventet);
- конвент хоров студенческих корпораций (Körkonventet);
- конвент оркестров студенческих корпораций (Orkesterkonventet);
- конвент театров студенческих корпораций (Teaterkonventet);
- конвент газет студенческих корпораций (Tidningskonventet);
- конвент маршалов студенческих корпораций (Marskalkskonventet);
- конвент спортивных федераций студенческих корпораций (Idrottskonventet);
- конвент спикеров клубов (Klubbmästarkonventet).

Инспекторы и проинспекторы наций объединены в коллегию инспекторов (Inspektorskollegiet).

## Персоналии
- Оскар Алин
- Ангстрем, Кнут Юхан
- Барани, Роберт, лауреат Нобелевской премии
- Валлериус, Юхан, химик, минералог, агроном
- Петер Фредрик Вальберг, энтомолог, ботаник
- Викнер, Карл, философ
- Волд, Херман, профессор статистики
- Цельсий, Андерс, астроном и математик
- Хуго фон Цейпель, астроном
- Гейер, Эрик Густав
- Альвар Гульстранд, лауреат Нобелевской премии
- Гусс, Магнус — шведский медик. Член Шведской и Датской королевских академий наук.
- Мюрдаль, Альва, лауреат Нобелевской премии мира
- Питер Стойка
- Розенгрен, Матс, философ, специалист в области истории и теории риторики
- Сведберг, Теодор, лауреат Нобелевской премии
- Вильгельм Эрик Сведелиус — историк, ректор.
- Сёдерблюм, Натан, лауреат Нобелевской премии мира
- Сигбан, Карл Манне Георг, лауреат Нобелевской премии
- Сигбан, Кай Манне Бёрье, лауреат Нобелевской премии
- Тенгберг, Никлас Август, историк
- Теорелль, Аксель Хуго Теодор, лауреат Нобелевской премии
- Тиселиус, Арне, лауреат Нобелевской премии
- Унден, Бу Эстен, политик, дипломат
- Фуко, Мишель, философ, теоретик культуры и историк
- Хольмберг, Эрик Бертиль, астроном
- Цельсий, Магнус Николай, астроном

- Аланус, Георг
- Ангстрем, Андерс Йонас
- Ангстрем, Кнут Юхан
- Аррениус, Сванте Август
- Артеди, Петер
- Аттербум, Пер Даниель Амадеус
- Бельман, Карл Микаэль
- Берг, Иоганн Эдуард
- Бергман, Торберн Улаф
- Берх, Карл Рейнхольд
- Берцелиус, Йёнс Якоб
- Бликс, Ханс
- Бойе, Карин
- Брантинг, Карл Яльмар, лауреат Нобелевской премии мира
- Валенберг, Йёран
- Валлериус, Юхан Готтшальк
- Валлин, Иоганн Олоф
- Варгентин, Пер Вильгельм
- Виктория (кронпринцесса Швеции)
- Геер, Луи де
- Гейер, Эрик Густав
- Георги, Иоганн Готлиб
- Густав V
- Густав VI Адольф
- Делагарди, Магнус Габриэль
- Никлас Зеннстрём[швед.]
- Йоаким (Юаким) Виртанен
- Карамышев, Александр Матвеевич
- Карл X Густав
- Карл XII
- Карл XV
- Карл XVI Густав
- Карлгрен, Бернхард
- Карлфельдт, Эрик Аксель, лауреат Нобелевской премии по литературе
- Кьелльман, Франс Рейнгольд
- Чюрклунд, Вилли — шведский писатель
- Лаваль, Густаф де
- Лагерквист, Пер Фабиан, лауреат Нобелевской премии по литературе
- Лассе Лусидор
- Лестадиус, Ларс Леви
- Линд, Анна
- Линдман, Карл Аксель Магнус
- Линней, Карл
- Лундмарк, Кнут Эмиль
- Нессер, Хокан
- Нерман, Туре
- Оскар I
- Оскар II
- Острём, Сверкер, дипломат
- Польхем, Кристофер
- Рудбек, Улоф (младший)
- Рудбек, Улоф (старший)
- Сабуни, Ньямко
- Сведберг, Теодор, лауреат Нобелевской премии
- Сведенборг, Эммануил
- Сёдерблюм, Натан, лауреат Нобелевской премии мира
- Сивертс, Пер Сигфрид, писатель и поэт
- Сигбан, Кай Манне Бёрье, лауреат Нобелевской премии
- Стигзелиус, Лаурентиус
- Стирнхельм, Георг[швед.]
- Стриндберг, Юхан Август
- Фант, Эрик Микаэль
- Цельсий, Андерс
- Хаммаршёльд, Даг, лауреат Нобелевской премии мира
- Хаммаршёльд, Яльмар, лауреат Нобелевской премии мира
- Хольмгрен, Аларик Фритьоф — физиолог
- Шарлье, Карл
- Шееле, Карл Вильгельм
- Шребер, Иоганн Христиан
- Ян Мортенсон